# NGC 6827
NGC 6827 (другое обозначение — OCL 120) — рассеянное скопление в созвездии Лисичка.
Этот объект входит в число перечисленных в оригинальной редакции «Нового общего каталога».